# Memoiren eines Janitscharen
Die Memoiren eines Janitscharen oder Türkische Chronik sind die Titel einer seit dem 16. Jahrhundert im slawischen Raum verbreiteten Chronik. (Haupt-)Verfasser soll Konstantin aus Ostrovitza (* um 1435; † nach 1501) sein, ein serbischer Janitschar der Osmanischen Armee.

## Textgeschichte
Das Originalmanuskript ist verschollen, so dass die Sprache, in der es verfasst wurde, unsicher ist. Allgemein gilt heute die tschechische Version als die älteste vorliegende; nach ihrem Text wurden polnische Ausgaben übersetzt. Bei der redaktionellen Bearbeitung der verschiedenen Versionen wurde für den jeweils angesprochenen Leserkreis Aktuelles eingebaut, nur der Memoiren-Teil blieb weitgehend unbearbeitet.
Nach der Ansicht des Orientalisten Franz Babinger ist die Chronik eines der wichtigsten und lange übersehenes Werk über die Osmanen:

„Daß diese an mancherlei Merkwürdigkeiten, sonst nirgendwo belegten Einzelheiten reichen Aufzeichnungen von der Forschung nicht ausgiebiger herangezogen wurden, liegt vermutlich daran, daß sie bisher nur in der polnischen Fassung zugänglich gemacht worden sind. Sie liefern ein überaus lebendiges, farbiges und anschauliches Bild vom Leben und Treiben des türkischen Kriegsvolkes und Lagerlebens im Eroberer-Zeitalter und verdienten, bald einem weiteren Benutzerkreis erschlossen zu werden.“

Babinger, Jorga, Runciman und andere Historiker haben in ihren Arbeiten auf Konstantins Chronik immer wieder zurückgegriffen.

## Inhalt
In 49 Kapiteln schildert Konstantin aus Ostrovitza zuerst die Genealogie der Dynastie Osman, dann seine eigenen Erlebnisse und schließlich die Regierung und den Aufbau des Sultansreiches. Besonders ausführlich beschäftigt er sich in diesem dritten Abschnitt mit der Organisation und der Kampftaktik des osmanischen Heeres. Die historischen Einlassungen des Janitscharen sind oft stark verkürzend und ungenau in der zeitlichen Abfolge, die Berichte über den Einsatz seiner Truppe dafür im Wesentlichen präzise und verifizierbar.
Nach einem in Folge zitierten Einleitungssatz schließt Konstantin eine Vorrede an, in der er seinen Glauben an die Heilige Dreifaltigkeit bekundet und um Bekehrung der „verfluchten Heiden“ bittet.

„Hiermit beginnt Konstantin, der Sohn des Mihail Konstantinović, ein Raitze aus Ostrovica, den die Türken zum Janitscharen gemacht haben, seine Türkenchronik.“

Diese gliedert sich wie folgt:
- Kapitel 1–8: Religion, Gebräuche und Charakter der „Heiden“, der osmanischen Muslime
- Kapitel 9–14: Genealogie des Hauses Osman von Osman I. bis Murad II.
- Kapitel 15–18: Die Situation auf dem Balkan und im Westen
- Kapitel 19–24: Die Kriege von Sultan Murad II. mit König Władysław III. und Kaiser Sigismund
- Kapitel 25–34: Konstantins persönliche Erlebnisse; Mehmed II., Belagerung von Konstantinopel (1453), Belagerung von Belgrad (1456), Krieg auf dem Peloponnes, gegen das Kaiserreich Trapezunt, gegen Uzun Hasan, gegen Vlad III. Drăculea, Eroberung von Bosnien, Einsetzung als Festungskommandant in Zvečaj am Vrbas; Rückeroberung Bosniens durch Matthias Corvinus und Freilassung Konstantins; Ende des Memoiren-Teiles
- Kapitel 35–37: Weitere Taten und Tod Mehmeds II., Streit seiner Söhne um die Nachfolge
- Kapitel 38–48: Organisation des Sultanshofes, Aufbau, Kriegstaktik und Truppengattungen des osmanischen Heeres, Organisation des Reiches[5]
- Kapitel 49: Die Zukunft von Polen und Ungarn
- Schlusswort: Τέλος[6] „Diese Chronik ist zuerst mit russischen Lettern im Jahre des Herrn 1400 geschrieben worden.“[7]

## Manuskripte
- In polnischer Sprache – Pamietniki Janczara [poln. („Memoiren eines Janitscharen“)]:
  - Z – Warschau, Zamoyski-Bibliothek, älteste und vollständigste Version, Mitte des 16. Jahrhunderts, heute in der Biblioteka Narodowa
  - K – Kórnik, Bibliothek des Władysław Zamoyski, jüngere Version, 16. Jahrhundert
  - W – Vilnius, Stadtmuseum, 17. Jahrhundert, enthält 13 Kapitel des Textes, 1864 in Vilnius im Druck erschienen
  - C – Krakau, Czartoryski-Bibliothek, 16. Jahrhundert, gedruckt 1828 in Warschau, 1857 und 1868 in Sanok
  - S – St. Petersburg, ehemalige Publičnaja Biblioteka (Smogulecki-Handschrift), 16. Jahrhundert
  - P – St. Petersburg, Publičnaja Biblioteka, Ende 16. Jahrhundert, heute in der Biblioteka Narodowa in Warschau
  - N – St. Petersburg, Publičnaja Biblioteka, erste Hälfte des 17. Jahrhunderts
  - J – Krakau, Jagiellonische Bibliothek, 17. Jahrhundert
  - A – Krakau, Stadtarchiv, erste Hälfte des 17. Jahrhunderts, entspricht weitgehend der Handschrift P
- In tschechischer Sprache – Kronika turecká („Türkische Chronik“):
  - M – Prag, Tschechisches Museum, erste Hälfte des 16. Jahrhunderts
  - L – Handschrift, 1565 und 1581 in Litomyšl gedruckt, Grundlage der serbischen Übersetzung, 1865 in Belgrad gedruckt
- Sprache unbekannt:
  - D – Dereczyńska-Bibliothek des Fürsten Sapieha, offenbar kyrillische Schrift, Sprache nicht feststellbar (ukrainisch?, russisch?, serbisch?), heute verschollen